# Lag om Svenska kyrkan

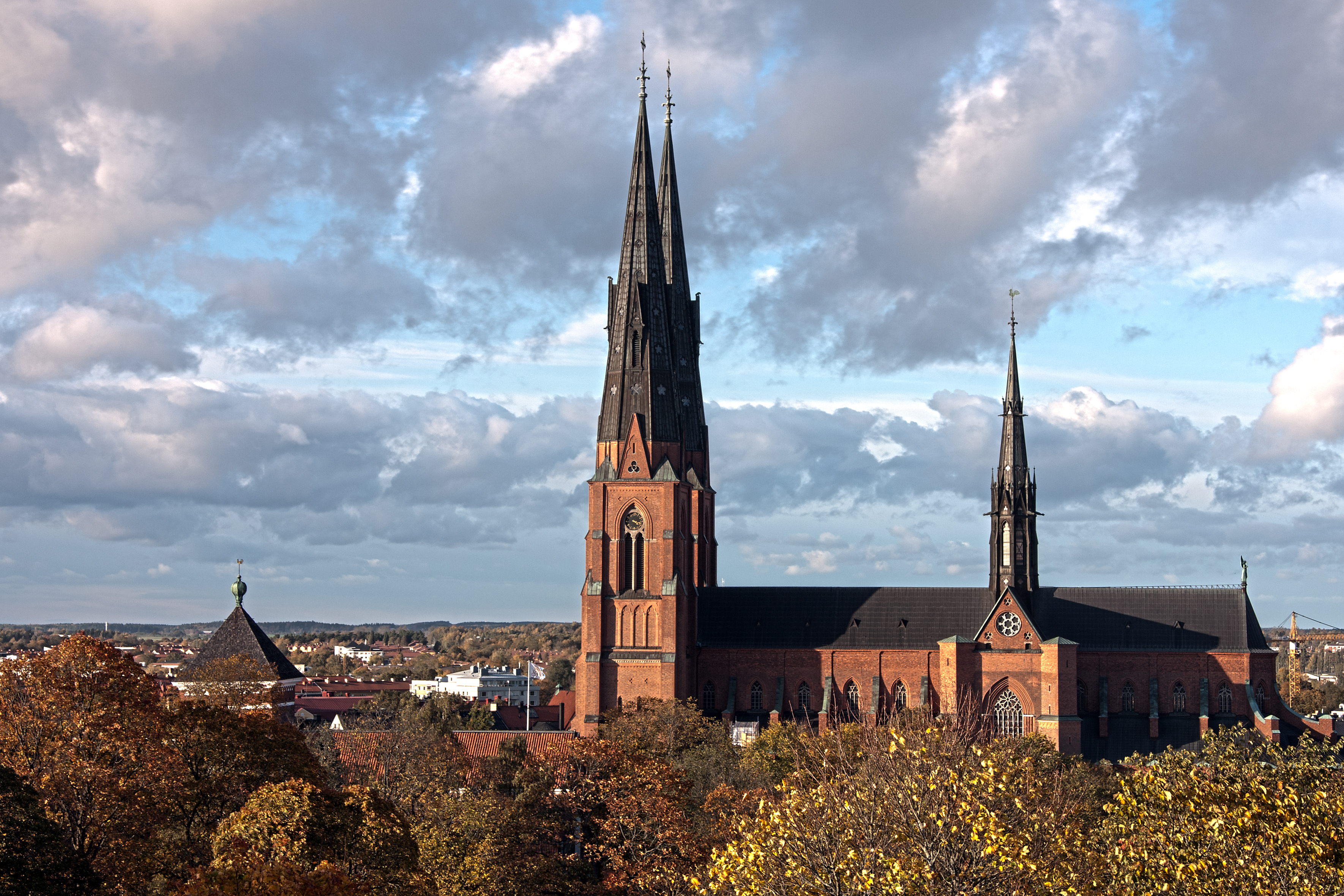
Uppsala domkyrka

Lag om Svenska kyrkan (SFS 1998:1591) är en svensk lag som bland annat reglerar svenska statens förhållande till Svenska kyrkan. Lagen utfärdades den 26 november 1998 och trädde i kraft 1 januari 2000, då Svenska kyrkan och svenska staten skildes åt.
Lagen definierar att Svenska kyrkan som ett evangelisk-lutherskt trossamfund, som framträder som församlingar och stift även i fortsättningen. Svenska kyrkan ska fortsätta vara en öppen folkkyrka, som styrs och leds i samverkan mellan en demokratisk organisation och kyrkans ämbete, och som ska bedriva en rikstäckande verksamhet.
Församlingens grundläggande uppgift definieras är att fira gudstjänst, bedriva undervisning samt utöva diakoni och mission.
Kyrkomötet anges som högsta beslutande organ. Kyrkomötet får dock inte besluta i frågor som det är en församlings eller ett stifts uppgift att besluta i. Även kyrkoavgift och rätten att ta del av Svenska kyrkans handlingar beskrivs i lagen.

### Fotnoter
1. ↑  ”Lag (1998:1591) om Svenska kyrkan”. Sveriges riksdag. 26 november 1998. http://www.riksdagen.se/sv/dokument-lagar/dokument/svensk-forfattningssamling/lag-19981591-om-svenska-kyrkan_sfs-1998-1591. Läst 31 augusti 2016.
2. ↑  Andreas Wejderstam (5 september 2011). ”Låt Svenska kyrkan få sköta sig själv”. Svenska dagbladet. http://www.svd.se/lat-svenska-kyrkan-fa-skota-sig-sjalv. Läst 6 november 2015.
3. ↑  ”Lag (1998:1591) om Svenska kyrkan”. Notisum. 26 november 1998. Arkiverad från originalet den 3 mars 2016. https://web.archive.org/web/20160303230009/http://www.notisum.se/RNP/sls/lag/19981591.htm. Läst 31 augusti 2016.
4. ↑  ”Kyrkomötet”. www.svenskakyrkan.se. https://www.svenskakyrkan.se/kyrkomotet. Läst 5 november 2019.